# Mishel Piastro

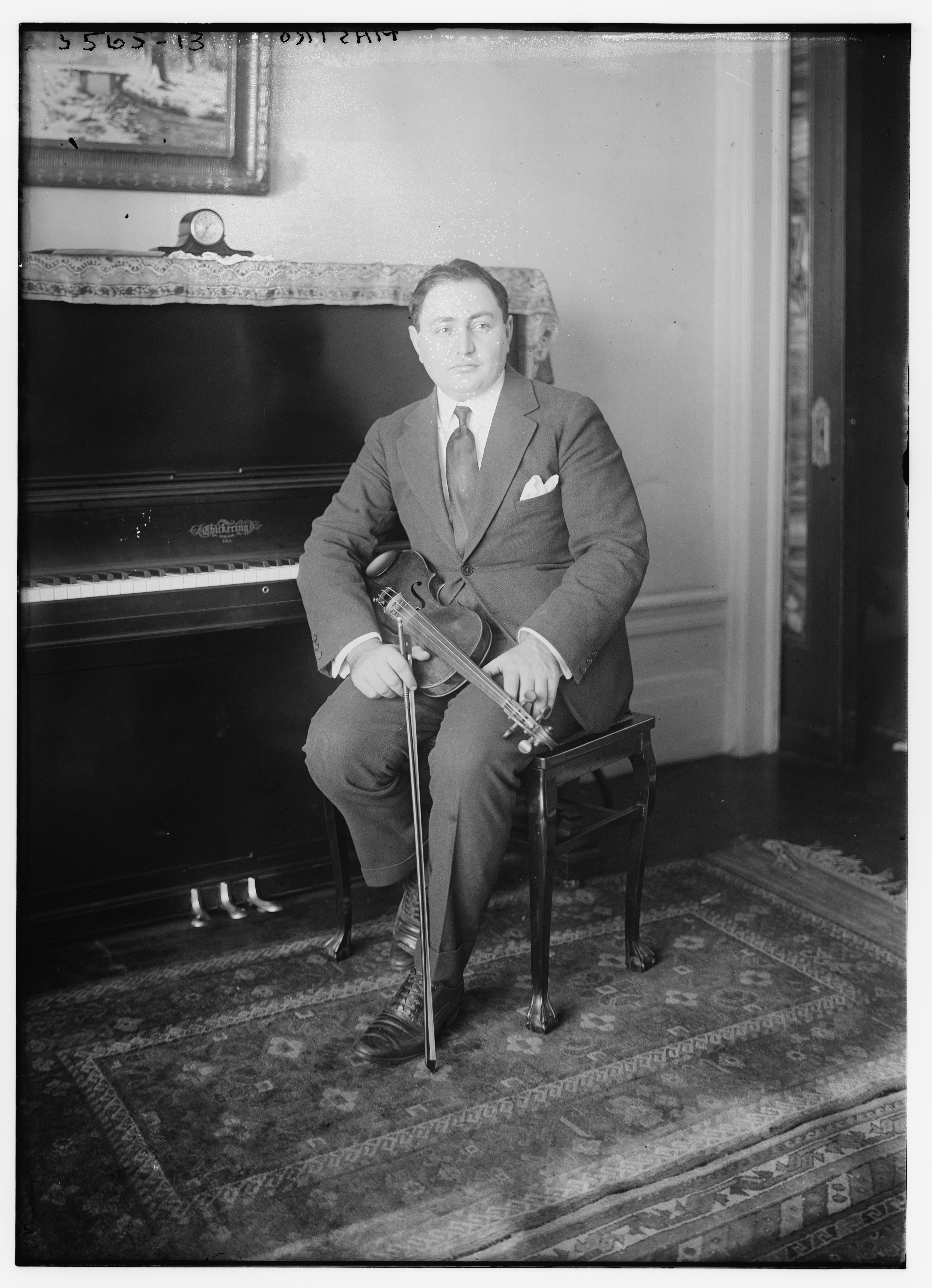
Mishel Piastro

Mishel Piastro (auch: Michel Piastro; * 7. Junijul. / 19. Juni 1891greg. in Kertsch, Russland; † 10. April 1970 in New York City) war ein russisch-US-amerikanischer Geiger und Dirigent.

## Leben und Wirken
Piastro hatte den ersten Violinunterricht bei seinem Vater und studierte von 1906 bis 1911 am Sankt Petersburger Konservatorium bei Leopold Auer, der schon seinen Vater unterrichtet hatte. Er unternahm dann Konzertreisen durch Russland und war Sologeiger beim Rigaer Sinfonieorchester. Nach weiteren Tourneen u. a. nach Shanghai und Kanada debütierte er 1920 in der New Yorker Carnegie Hall. 
Von 1925 bis 1931 war er Konzertmeister des San Francisco Symphony Orchestra unter Alfred Hertz. 1931 wechselte er zum New York Philharmonic Orchestra, dem er bis 1943 angehörte. Dort war er unter Arturo Toscanini Konzertmeister und ab 1941 Assistent von John Barbirolli. Dies führte dazu, dass er Dirigent der Longines Symphonette, eines klassischen Rundfunkprogramms wurde, dessen Leitung er auch nach der Entlassung bei den New Yorker Philharmonikern durch deren neuen musikalischen Leiter Artur Rodziński 1943 noch bis Ende der 1940er Jahre innehatte.
Auch in den 1950er und 1960er Jahren widmete sich Piastro überwiegend der Dirigententätigkeit. Außerdem gab er auch Violinunterricht. Zu seinen Schülern zählten u. a. Sidney Harth und Albert Steinberg.